# TransÉnergie

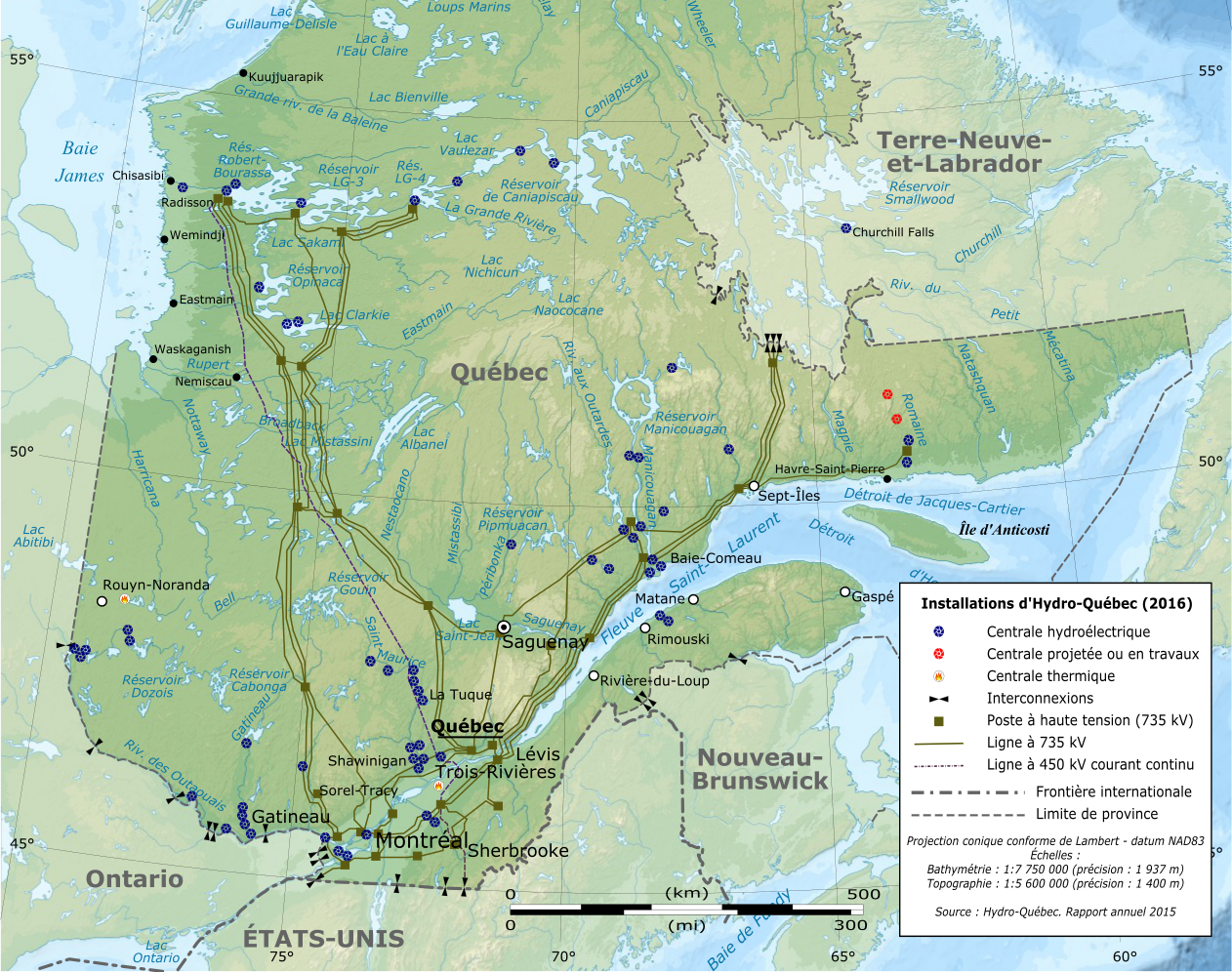
Principales lignes et postes du réseau de transport d'Hydro-Québec

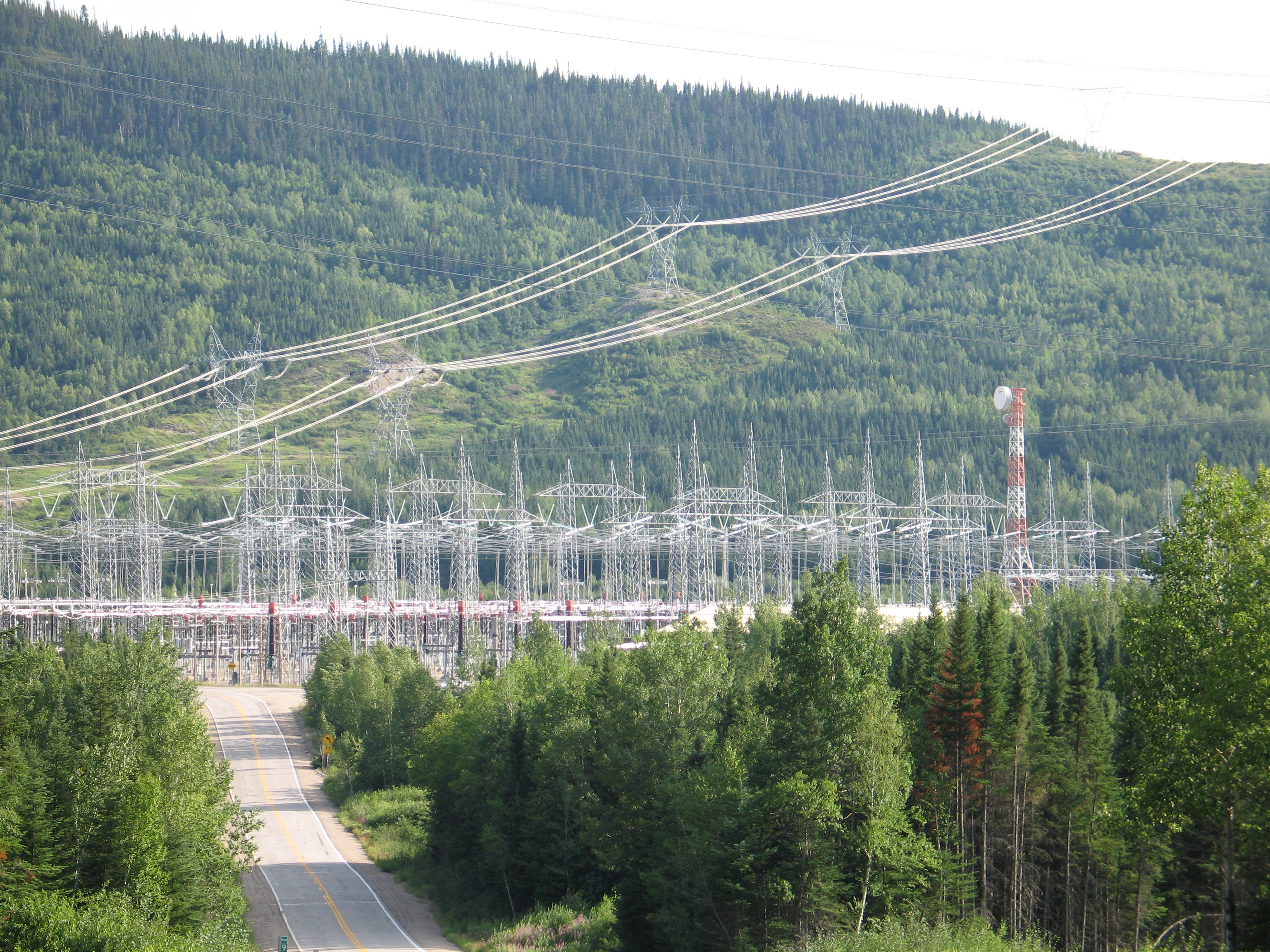
Le poste électrique de Micoua, sur la Côte-Nord, convertit le courant à 315 kV arrivant de cinq centrales en courant 735 kV. Il est l'un des points névralgiques du réseau de lignes à 735 kV, long de 11422 km.

TransÉnergie est une division d'Hydro-Québec, responsable du réseau de transport de l'électricité au Québec. Son réseau, d'une longueur de 33 058 km est le plus important en Amérique du Nord. Il est inter-connecté aux réseaux de l'Ontario, de l'État de New York, de la Nouvelle-Angleterre et du Nouveau-Brunswick.
Reconnue comme un chef de file mondial en matière de construction et d'exploitation de réseaux électriques à très haute tension,,, TransÉnergie gère les mouvements d'énergie sur le réseau et assure un accès non discriminatoire aux participants des marchés de gros.

## Historique
Comme la plupart des entreprises d’électricité intégrées en Amérique du Nord, l'organisation d'Hydro-Québec a été fortement affectée par la déréglementation des marchés de l'électricité initiée aux États-Unis dans le milieu des années 1990. La société s'est réorganisée en séparant ses fonctions de production, de transport et de distribution de l'électricité. 
TransÉnergie a été la première à être restructurée dès 1997, en réponse à l'ordonnance 888 de la Federal Energy Regulatory Commission américaine. La restructuration a été complétée en 2000, par l'adoption du projet de loi 116, loi modifiant la Loi sur la Régie de l'énergie et d'autres dispositions législatives, qui consacrait la division fonctionnelle entre les activités de production, de transport et de distribution.
Cette séparation fonctionnelle et l'adoption d'un « tarif patrimonial » faisaient écho à une étude menée pour le compte du gouvernement Bouchard par la firme Merrill Lynch. L'étude, rendue publique en janvier 2000, avait pour objectif de « proposer des avenues de déréglementation de la production d'électricité », de manière compatible avec les tendances continentales, tout en respectant un « pacte social québécois », comprenant l'uniformité des tarifs sur l'ensemble du territoire, la stabilité des tarifs et le maintien « des bas tarifs d'électricité, notamment dans le secteur résidentiel ».

## Réglementation
TransÉnergie est soumise à la réglementation de la Régie de l'énergie du Québec, un organisme de régulation économique qui établit notamment les tarifs de transport à haute tension selon une approche basée sur les coûts de service. La Régie dispose de pouvoirs supplémentaires ; en outre, elle approuve le budget de l'entreprise ainsi que tout projet d'immobilisation de plus de 25 millions de dollars ainsi que les conditions de service. Elle accueille aussi les plaintes des clients et les règles de fiabilité et de sécurité du réseau électrique.

## Activités
TransÉnergie offre deux types de services à ses clients. Son mandat principal consiste à assurer le transport de la charge locale, qui alimente les distributeurs québécois — au premier chef Hydro-Québec Distribution qui dessert 3,9 millions d'abonnés au Québec — ainsi que les 9 distributeurs municipaux et la coopérative électrique de Saint-Jean-Baptiste-de-Rouville.
La société offre également un accès non discriminatoire à des services de transport de point à point. Par « accès non discriminatoire », il faut entendre qu'un producteur ou grossiste du Québec ou hors Québec peut utiliser les lignes de TransÉnergie pour faire transiter de l'électricité (wheeling) entre le Québec et les réseaux voisins ou entre deux voisins, via le réseau québécois. Cet arrangement répond aux exigences minimales de non-discrimination de l'ordonnance 890 de la Federal Energy Regulatory Commission américaine. La politique d'accès non discriminatoire permet par exemple à Nalcor de vendre une partie de son bloc d'énergie de la centrale de Churchill Falls sur les marchés de l'État de New York depuis mars 2009, en utilisant les installations d'Hydro-Québec TransÉnergie, moyennant le paiement de frais de transport,.
De plus, la direction Contrôle des mouvements d'énergie (CMÉ) de TransÉnergie a reçu le mandat de coordonner la fiabilité de l'ensemble des réseaux électriques sur le territoire du Québec, en vertu d'une entente bilatérale entre la Régie de l'énergie du Québec et la Federal Energy Regulatory Commission des États-Unis.

### Interconnexions

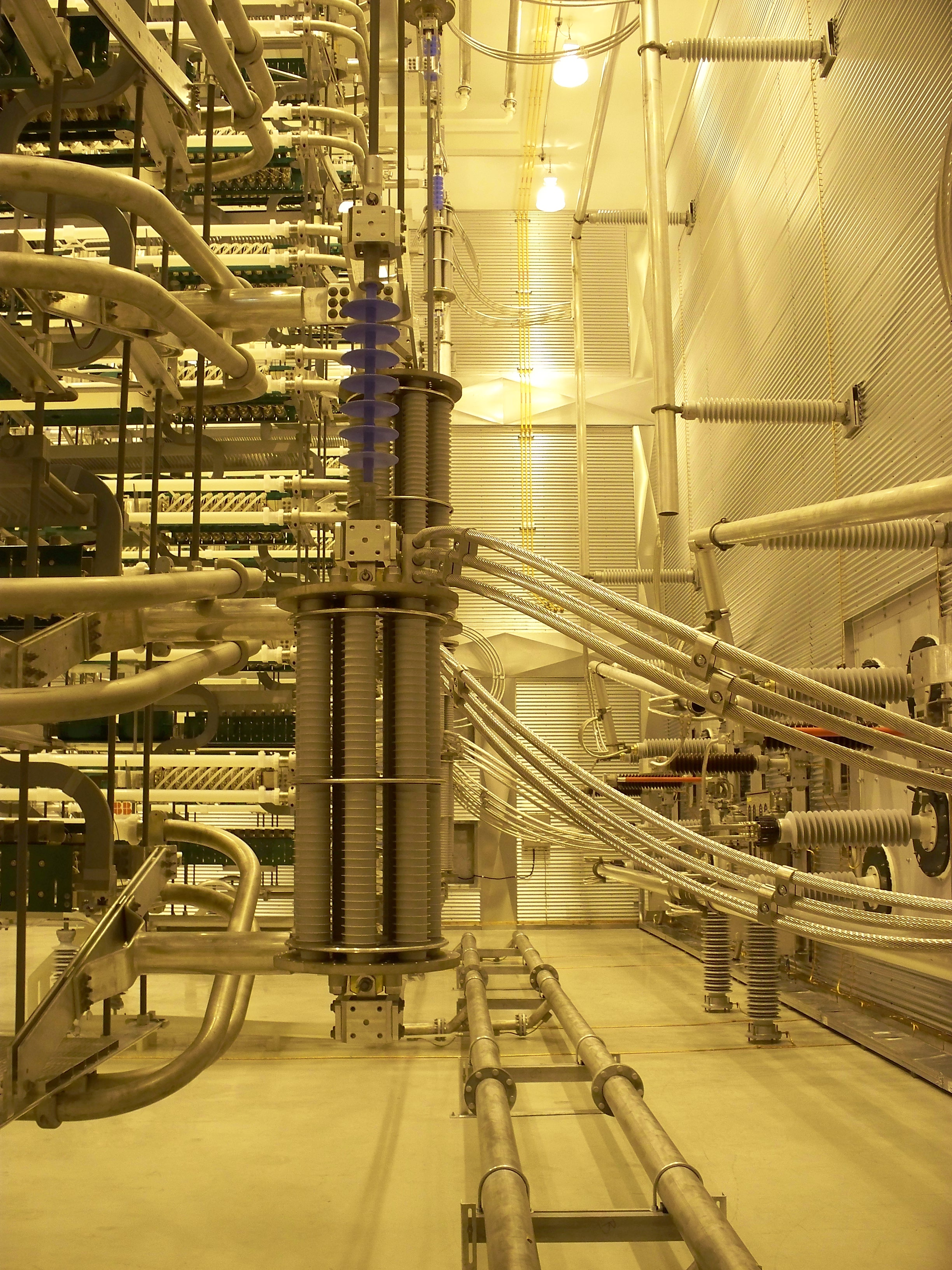
Un redresseur au nouveau poste Outaouais, à L'Ange-Gardien. Cette interconnexion permet de synchroniser l'électricité produite au Québec au réseau d'Hydro One en Ontario.

Son réseau de lignes à haute tension, d'une longueur de 33 058 km, dont 11 422 km à 765 et 735 kV, compte 533 postes de transformation. Il est relié aux réseaux voisins du Canada et des États-Unis par 15 interconnexions, d'une capacité maximale de 11 225 MW en importation et de 7 974 MW en exportation.
| Nom                    | Capacité d'export (MW) | Capacité d'import (MW) | Voltage    | Note                                       |
| ---------------------- | ---------------------- | ---------------------- | ---------- | ------------------------------------------ |
| Terre-Neuve            |                        |                        |            |                                            |
| Churchills Falls       | 0                      | 5200                   | 735kV      | connexion à la centrale de Churchill Falls |
| Nouveau-Brunswick      |                        |                        |            |                                            |
| Madawaska-Matapedia    | 1250                   | 785                    | 230kV      |                                            |
| Nouvelle-Angleterre    |                        |                        |            |                                            |
| Nouvelle-Angleterre    | 2000                   | 1500                   | 450kV HVDC | RMCC                                       |
| Derby                  | 80                     | 0                      | 120kV      | relient le Vermont                         |
| Highgate               | 225                    | 170                    | 120kV      | relient le Vermont                         |
| Appalaches-Maine       | 1200                   | 0                      | 320kV HVDC | NECEC (Travaux suspendus)                  |
| New-York               |                        |                        |            |                                            |
| Massena                | 1800                   | 1000                   | 765kV      | connexion à la centrale de Beauharnois     |
| Hertel                 | 1200                   | 1200                   | 400kV HVDC | Champlain Hudson Power Express (Projet)    |
| Ontario                |                        |                        |            |                                            |
| Beauharnois            | 800                    | 470                    | 230kV      | connexion à la centrale de Beauharnois     |
| Outaouais              | 1250                   | 1250                   | 230kV HVDC |                                            |
| Chat Falls-Paugan      | 345                    | 140                    | 230kV      | deux lignes distinctes                     |
| Chenaux-Bryson         | 65                     | 0                      | 120kV      |                                            |
| Holden-Kipawa          | 0                      | 110                    | 120kV      |                                            |
| Dymond-Rapide des iles | 85                     | 0                      | 120kV      |                                            |
| Total (en service)     | 7900                   | 10625                  |            |                                            |

Le réseau de transport d'électricité de TransÉnergie fonctionne de manière asynchrone avec ses voisins. Même si le courant alternatif utilise la même fréquence au Québec que dans le reste de l'Amérique du Nord (60 hertz), il n'est pas en phase avec le reste du continent. TransÉnergie utilise donc des convertisseurs de type dos à dos pour exporter ou importer de l'électricité. 
Cette particularité du réseau québécois a permis à Hydro-Québec de maintenir le service — à l'exception de cinq centrales de l'Outaouais qui étaient directement branchées sur le réseau ontarien — pendant la panne de courant nord-américaine du 14 août 2003 alors que 50 millions de personnes dans les réseaux voisins de l'Ontario et du nord-est des États-Unis étaient privées d'électricité. 
Une nouvelle interconnexion, dotée de convertisseurs de type dos à dos de 1 250 MW, est inaugurée le 25 septembre 2009 au poste Outaouais à L'Ange-Gardien, près de la frontière de l'Ontario . L'interconnexion et une nouvelle ligne de transport à 315 kV construite dans le cadre du projet, entreront en service en 2010.

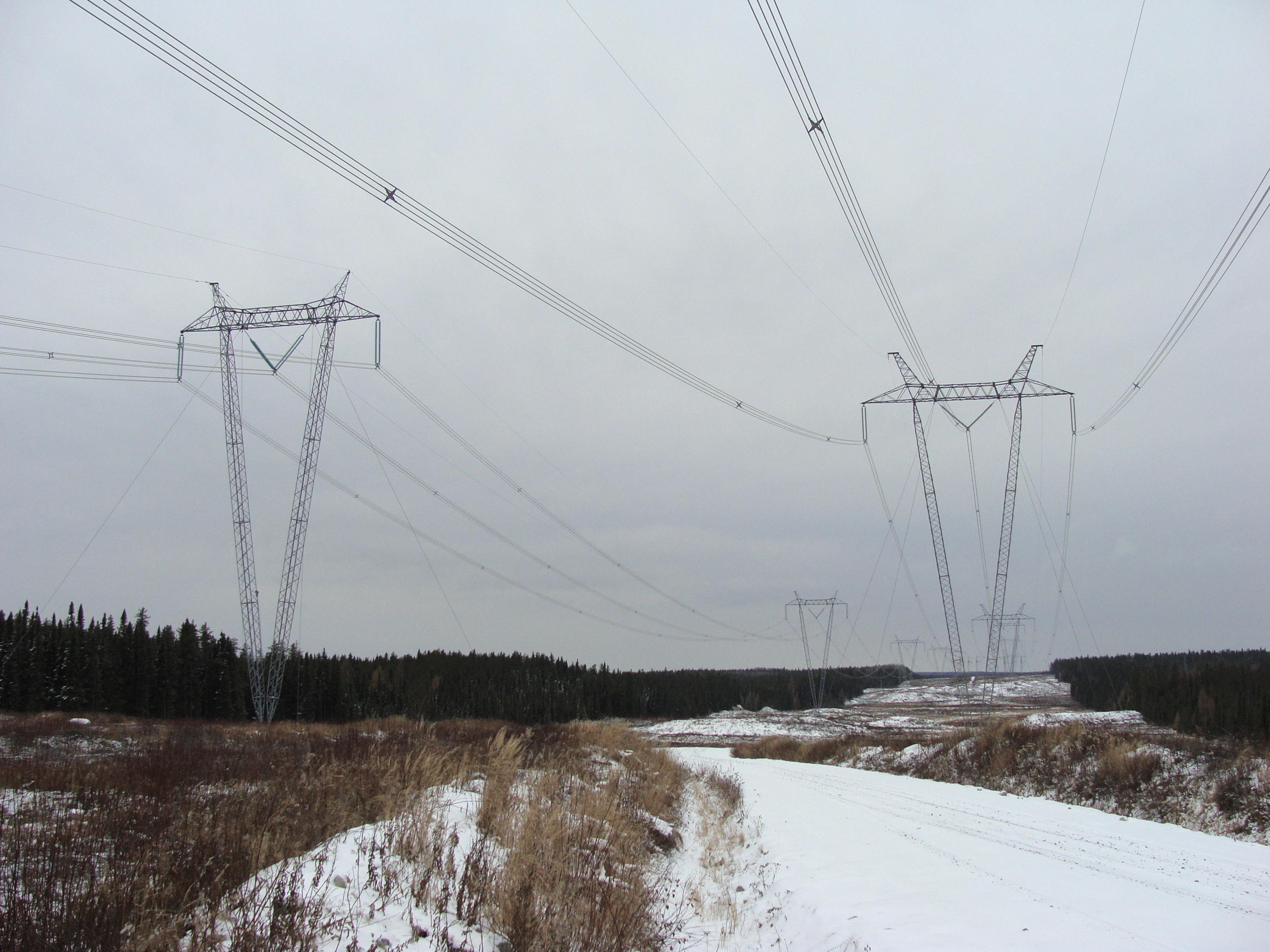
Pylônes en V de TransÉnergie près de Chapais, transportant l’électricité de la Baie-James vers le sud du Québec (2009).

Le réseau de transport de TransÉnergie se caractérise aussi par les longues distances qui séparent les centres de production des marchés de consommation. Par exemple, le Réseau multiterminal à courant continu (RMCC) achemine la production des centrales de la Baie-James vers Nicolet, à plus de 1 100 km au sud. Cette ligne de transport à courant continu d'une capacité de 2 000 mégawatts poursuit sa course vers le sud, pour se terminer au poste Sandy Pond, à Ayer, dans le centre du Massachusetts.

#### Société de transmission électrique de Cedar Rapids
En 1983, Alcoa fait savoir à Hydro-Québec qu'elle songe à se départir de la Cedar Rapids Transmission (CRT), une entreprise propriétaire d'une ligne électrique de 72 km reliant la centrale des Cèdres au Québec, la ville de Cornwall en Ontario et son aluminerie de Massena dans l'état de New York. Le tronçon canadien de la ligne électrique et le contrat de vente d'électricité de 75 ans dont CRT était le bénéficiaire sont vendus en décembre 1985 à Hydro-Québec.
Opérant aujourd'hui sous la raison sociale francisée de Société de transmission électrique de Cedar Rapids Limitée, la CRT est une filiale de TransÉnergie. L'ancienne ligne de transport a été démantelée en 2004 pour être remplacée par une ligne biterne à 230 kilovolts, qui est présentement exploitée à 120 kilovolts. La capacité de transfert totale de l'interconnexion est fixée à 325 MW.

### Investissements

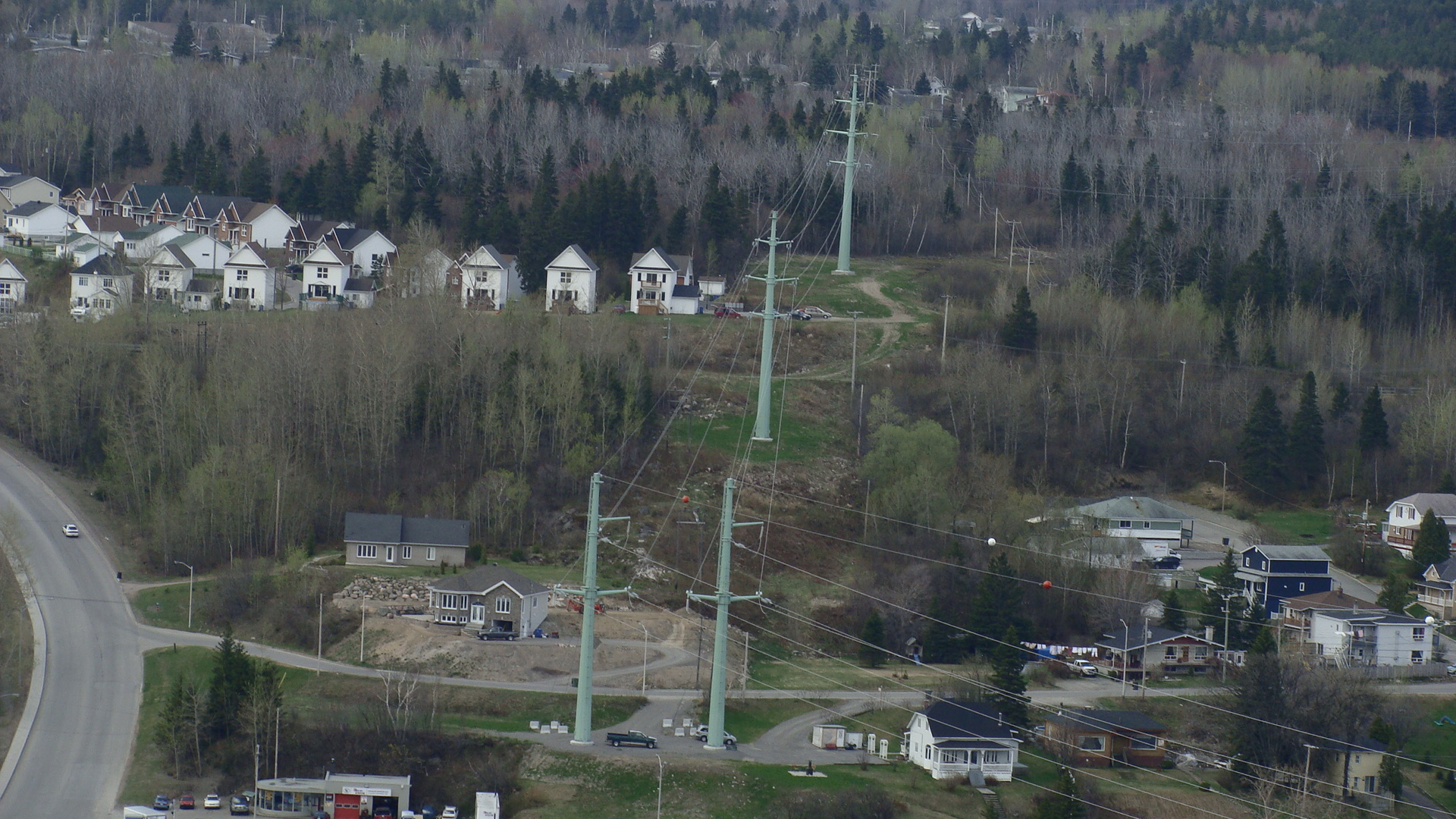
Série de pylônes tubulaires, ou « muguet », situés dans l'arrondissement Chicoutimi (près de la rivière Saguenay) de la ville de Saguenay.

En 2008, TransÉnergie a investi la somme de 1,1 milliard de dollars dans des projets d'immobilisations, dont 559 millions au seul titre de l'expansion de son réseau. En plus de l'interconnexion avec l'Ontario, l'entreprise désire aussi construire une nouvelle liaison à courant continu d'une capacité de 1 200 MW entre le poste Des Cantons en Estrie et le New Hampshire. Cette ligne d'un coût estimé de 800 millions de dollars américains, sera construite en collaboration avec deux distributeurs d'électricité américains, NSTAR et Northeast Utilities, doit d'abord recevoir l'autorisation des autorités réglementaires du Québec et des États-Unis. Elle pourrait entrer en service en 2014. Selon un représentant de Northeast Utilities, cette ligne de transport permettrait à elle seule d'atteindre le tiers des objectifs de réduction des gaz à effet de serre de la Nouvelle-Angleterre dans le cadre du Regional Greenhouse Gas Initiative.